# Croto
Nella mitologia greca, Croto (in greco antico: Κρότος?) era un satiro figlio di Pan e di Eufeme.

## Il mito
Pan era una divinità con forma caprina e si unì alla nutrice delle Muse Eufeme. Da tale unione nacque Croto, che abitava insieme alle fanciulle sull'Elicona. Tutta la sua infanzia la trascorse con loro, fino alla maturità, dove divenne abile cacciatore, inventando e usando egli per primo arco e frecce. Le Muse allora chiesero infine al padre degli dèi, Zeus, di farlo diventare una stella in cielo, ed egli decise in tal senso trasformando Croto nella costellazione del Sagittario.
Il suo nome è ricordato anche per un'altra particolarità: si racconta che il gesto dell'applauso fu inventato da lui.

### Fonti
- Igino, Fabulae, 224
- Igino, Astronomia, II,27

### Moderna
- Pierre Grimal, Enciclopedia della mitologia 2ª edizione, Brescia, Garzanti, 2005, ISBN 88-11-50482-1. Traduzione di Pier Antonio Borgheggiani.
- Luisa Biondetti, Dizionario di mitologia classica, Milano, Baldini&Castoldi, 1997, ISBN 978-88-8089-300-4.